# Perry Mason: La signora di mezzanotte
Perry Mason: La signora di mezzanotte (Perry Mason: The Case of the Murdered Madam) è un film per la televisione del 1987, diretto dal regista Ron Satlof.

## Trama
Tony Domenico è un amico di vecchia data di Della Street. Quando Perry Mason viene in città per farsi operare al ginocchio, Tony ha l'occasione di rivedere l'amica e organizza un incontro per farle conoscere sua moglie Suzanne. La donna si occupa di pubbliche relazioni e nella loro villa in campagna ha organizzato un pranzo segreto a cui partecipano quattro alti dirigenti di una banca dove, per servire le pietanze a tavola si fa aiutare da Miranda. Suzanne, però, piazza dei microfoni per registrare la conversazione riservata. Presumibilmente a causa di questa registrazione, la sera stessa la donna viene uccisa e del delitto viene accusato il marito. Perry Mason, ancora convalescente, accetta di difendere Tony e con l'aiuto di Della e di Paul Drake Jr. inizia a indagare. Subito le indagini private si orientano verso il gruppo bancario e i rapporti poco chiari dei vari vicepresidenti anziani (cioè quelli che avevano partecipato al pranzo segreto). Con l'aiuto di Miranda, ex squillo, amica della defunta che si scoprirà anch'essa ex squillo chiamata ai tempi "signora mezzanotte", Perry Mason riesce ad identificare i quattro partecipanti e a scoprire l'imbroglio economico e di conseguenza l'assassino, in tribunale.